# Bradwell on Sea
Bradwell on Sea is een civil parish in het bestuurlijke gebied Maldon, in het Engelse graafschap Essex met 863 inwoners.